# El Corredor (Dosrius)
El Corredor és una muntanya de 642 metres que es troba al municipi de Dosrius, a la comarca del Maresme, dins del Parc Natural del Montnegre i el Corredor.
Al cim s'hi troba un vèrtex geodèsic (referència 297115001).